# Азійський банк розвитку

Країни-учасниці АзБР

Азійський банк рóзвитку (АзБР) — регіональний міжнародний банк з довготермінового кредитування проектів розвитку.
Угода про створення АзБР була підписана учасниками 27 країн у 1965 в Манілі. Членами АзБР є 50 країн, що розвиваються, і розвинених капіталістичних країн. Мета АзБР — сприяти розвиткові економіки і зовнішньої торгівлі країн Азії, стимулювання регіонального співробітництва, надання технічної допомоги. Статутний капітал на 31 грудня 1990 становив 23.9 млрд дол, обсяг наданих кредитів у 1990 — 15.5 млрд дол. Місце перебування — Маніла (Філіппіни).
АзБР був створений за зразком Світового банку і має подібну систему зваженого голосування, де голоси розподіляються пропорційно до внесків членів у капітал. АБР випускає щорічний звіт, який підсумовує свою діяльність, бюджет та інші матеріали для ознайомлення громадськості. Стипендіальна програма АБР-Японія (ADB-JSP) щорічно зараховує близько 300 студентів у навчальні заклади, розташовані в 10 країнах регіону. Очікується, що після завершення своїх навчальних програм стипендіати зроблять внесок в економічний і соціальний розвиток своїх країн. АБР має статус офіційного спостерігача Організації Об'єднаних Націй.
Станом на 31 грудня 2020 року Японія та США володіють найбільшою часткою акцій — по 15,571 %. Китай володіє 6,429 %, Індія — 6,317 %, а Австралія — 5,773 %.